# Mladen Marin
Mladen Marin, bosansko-hercegovski general, * 19. september 1920, † 1987.

## Življenjepis
Leta 1941 je vstopil v NOVJ in KPJ; med vojno je bil politični komisar več enot, med drugim tudi 21. divizije.
Po vojni je končal VVA JLA, bil predavatelj na akademiji, pomočnik poveljnika obmejnih enot, predsednik Komisije za statutarna vprašanja v ZKJ za JLA,...